# Proteinspleißen
Proteinspleißen ist eine intramolekulare Reaktion bestimmter Proteine, bei der ein Proteinsegment, Intein genannt, aus dem Protein herausgeschnitten wird. Die entstehenden N- und C-terminalen Enden des Proteins (Exteine) werden verknüpft, so dass wieder eine durchgehende Peptidkette entsteht.
Die Spleißstelle des Ausgangsproteins ist meistens ein Cystein oder Serin; diese Aminosäuren haben nukleophile Seitenketten.
Alle bisher bekannten Protein-Spleißvorgänge verlaufen ohne äußere Energiequellen wie ATP.
Proteinspleißen gehört im Gegensatz zum mRNA-Spleißen zu den posttranslationalen Modifikationen von Proteinen.

## Inteine
Es gibt vier Arten von Inteinen:  Maxi-Intein, Mini-Intein, Trans-Splicing-Intein, und Alanin-Intein.
Maxi-Inteine sind  N- and C-terminale Spleißstellen, die eine Endonuclease-Domäne enthalten.
Mini-Inteine sind ebenfalls N- und C-terminale Spleißstellen; sie enthalten jedoch keine Endonuclease-Domäne.
Trans-splicing-Inteine sind in N- und C-Terminus geteilte Inteine.
Alanin-Inteine haben ein Alanin als Spleißstelle anstelle von Cystein oder Serin.

## Entwicklung des Begriffs Spleißen
Der Begriff Spleißen ist im Zusammenhang mit der Prozessierung der mRNA bekannt geworden.
Der Prozess des Proteinspleißens wurde 1990 von den Gruppen um Anraku und Stevens in Saccharomyces cerevisiae entdeckt.